# Vo'
Vo' är en ort och kommun i provinsen Padova i regionen Veneto i Italien. Kommunen hade 3 304 invånare (2018).